# Dream On (Noel Gallagher's High Flying Birds)
Dream On è un singolo del gruppo musicale britannico Noel Gallagher's High Flying Birds, il quarto estratto dall'album di debutto omonimo. È stato pubblicato il 12 marzo 2012 nei formati download digitale, CD e 45 giri (quest'ultimo in edizione limitata di 3 000 copie numerate).

## Il brano
Composta da Noel Gallagher e prodotta da David Sardy, Dream On è la seconda traccia dell'album Noel Gallagher's High Flying Birds. È stato definito dalla testata online Spin come un «brano rock dal ritmo incalzante, con chitarre armoniose, un pianoforte martellante e strumenti a fiato strillanti.» Come ha rivelato lo stesso Gallagher, le origini della canzone risalgono al 2008, durante le sessioni di registrazione per l'album Dig Out Your Soul degli Oasis:
La versione demo del brano è stata poi inserita nel disco bonus Faster than the Speed of Magic, incluso nelle edizioni speciali dell'album dal vivo International Magic Live at The O2 pubblicato nell'ottobre 2012.

## Lato B
Il lato B del singolo è Shoot a Hole into the Sun, un remix della canzone If I Had a Gun... effettuato in collaborazione con il duo psichedelico britannico degli Amorphous Androgynous. Il brano è stato trasmesso per la prima volta il 28 febbraio del 2012 su BBC Radio 1, all'interno del programma condotto da Zane Lowe; nello stesso giorno è stato diffuso anche su YouTube.

## Video musicale
Il videoclip, diretto da Mike Bruce, è stato pubblicato online il 10 febbraio 2012. Girato in bianco e nero, mostra un incontro di pugilato tra marito e moglie dove l'arbitro del match è lo stesso Noel Gallagher.

## Tracce
Lato A
1. Dream On – 4:36 (Noel Gallagher)

Lato B
1. Shoot a Hole into the Sun – 7:59 (Noel Gallagher, Amorphous Androgynous)

## Classifiche
| Classifica (2012)         | Posizione massima |
| ------------------------- | ----------------- |
| Belgio (Fiandre)          | 72                |
| Giappone                  | 17                |
| Regno Unito               | 52                |
| Regno Unito (independent) | 3                 |
| Scozia                    | 39                |